# ジェイムズ・ノウブル・タイナー

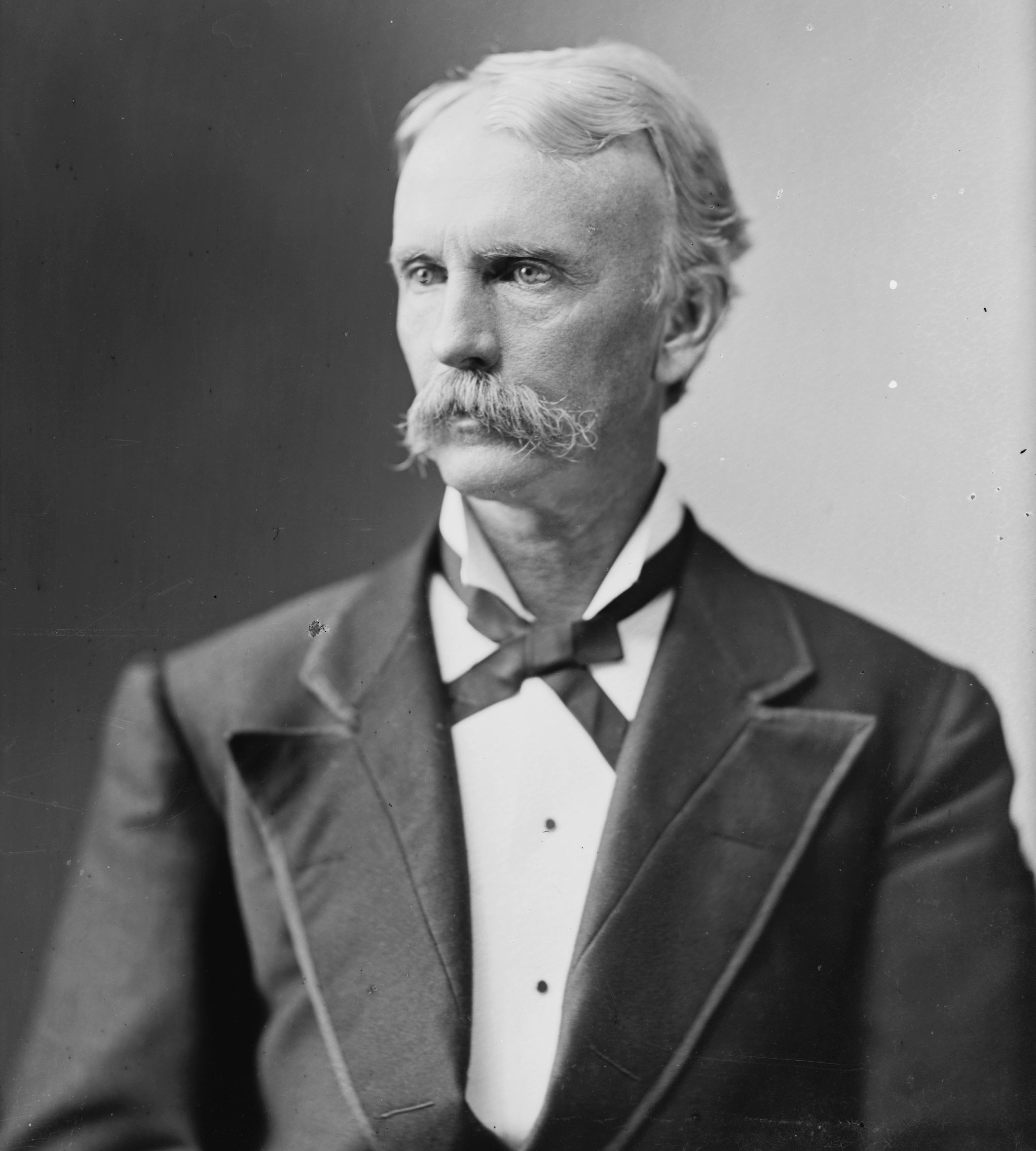
ジェイムズ・タイナー

ジェイムズ・ノウブル・タイナー（James Noble Tyner, 1826年1月17日 - 1904年12月5日）は、アメリカ合衆国の政治家。1876年から1877年まで第29代アメリカ合衆国郵政長官を務めた。

## 生い立ちと家族
1826年1月17日、タイナーはインディアナ州ブルックヴィルにおいて、リチャード・レオ・タイナー (Richard Reo Tyner, 1798-1868) とマーシャ・セジウィック・ウィリス・スウィフト・ノウブル (Martha Sedgwick Willis Swift Noble, 1803-1864) の息子として誕生した。タイナーは教養課程に進み、1844年にブルックヴィル・アカデミーを卒業した。

## 初期の法律活動
卒業後、タイナーは約10年間にわたって父親の事業を手伝い、その後法律家に転進した。タイナーは1856年にインディアナ州下院議員に立候補したが、敗北した。タイナーは1857年にインディアナ州から弁護士として認可を受けた。また同年、タイナーはインディアナ州上院書記官に選出され、1861年まで同職を務めた。

## 初期の政治活動
タイナーは1861年から1866年まで郵政省の特別代理人を務めた。タイナーは1868年に共和党員としてインディアナ州第8選挙区から合衆国下院議員に選出された。タイナーは合衆国下院議員を1875年まで務めた。

## グラント政権
1875年、タイナーはユリシーズ・グラント大統領から郵政第二次官補に指名された。タイナーは1876年まで第二次官補として貢献し、マーシャル・ジュウェル郵政長官が辞任すると、グラント大統領はタイナーを郵政長官に昇格させた。タイナーはグラント大統領の任期満了となる1877年まで郵政長官を務めた。

## 郵政省での活動
1877年、ラザフォード・ヘイズが大統領に就任したとき、タイナーは次の郵政長官としてデイヴィッド・マッケンドリー・キーを指名し、自分は第一次官補として郵政省に残った。だがこの人事をきっかけとしてタイナーは郵政省内の汚職に関与することになり、間もなく世間に知られるようになった。タイナーは報道により批判され、1881年に郵政第一次官補を退かされた。
だがこのスキャンダルにもかかわらず、タイナーの政治生命は終了しなかった。1889年にベンジャミン・ハリソンが大統領に就任すると、ハリソン大統領はタイナーを郵政省担当の司法次官補に指名した。だが1902年にセオドア・ルーズベルト大統領が郵政省の調査を命じると、再びタイナーが郵政省内での汚職に関与していたことが発覚した。最終的にタイナーは起訴されたが、証拠不十分により無罪宣告を受けた。タイナーは1903年に辞職に追い込まれた。

## 晩年
1904年12月5日、タイナーはワシントンD.C.で死去した。タイナーの遺体はワシントンD.C.のオークヒル墓地に埋葬された。